# Tài sản trí tuệ
Tài sản trí tuệ là những sản phẩm do trí tuệ con người sáng tạo, ra thông qua các hoạt động tư duy, sáng tạo trong các lĩnh vực của đời sống xã hội. Đây là một loại của tài sản vô hình, không xác định được bởi đặc điểm vật chất của chính nó nhưng lại có giá trị lớn vì có khả năng sinh ra lợi nhuận.
Tài sản trí tuệ bao gồm: tác phẩm văn học, nghệ thuật, khoa học, ý tưởng; chương trình biểu diễn, bản ghi âm, chương trình phát sóng; sáng chế, kiểu dáng công nghiệp, chỉ dẫn địa lý, nhãn hiệu, tên thương mại; bí quyết kinh doanh, công thức pha chế; giống cây trồng mới, phần mềm máy tính...

## Phân loại
Theo Điều 2(viii) của Công ước Stockholm Lưu trữ ngày 11 tháng 5 năm 2012 tại Wayback Machine ngày 14 tháng 7 năm 1967 về thành lập Tổ chức sở hữu trí tuệ thế giới, sở hữu trí tuệ (intellectual property) được định nghĩa là các quyền liên quan tới:
- Các tác phẩm văn học, nghệ thuật và khoa học,
- Sự thể hiện của các nghệ sĩ biểu diễn, bản ghi âm (thu âm), bản ghi hình (thu hình),
- Sáng chế thuộc mọi lĩnh vực nỗ lực của loài người, xem thêm bằng sáng chế
- Phát minh khoa học,
- Kiểu dáng công nghiệp,
- Nhãn hiệu (hàng hoá), nhãn hiệu dịch vụ, tên và chỉ dẫn thương mại, thương hiệu, biểu trưng
- Quyền (bảo vệ) chống cạnh tranh không lành mạnh,
- Và mọi quyền khác là kết quả của hoạt động trí tuệ trong lĩnh vực công nghiệp/kỹ thuật, khoa học, văn học hay nghệ thuật.